# Lipraria
Lipraria là một chi bọ cánh cứng trong họ Chrysomelidae.
Chi này được miêu tả khoa học năm 1990 bởi Medvedev.

## Các loài
Chi này gồm các loài:
- Lipraria variipennis Medvedev, 1990